# El pirata (ópera)
El pirata (título original en italiano, Il pirata) es un melodrama (ópera seria) en dos actos con música de Vincenzo Bellini y libreto en italiano de Felice Romani, a partir de una traducción francesa de la obra trágica Bertram, or The Castle of Saint Aldobrand por Charles Maturin. Se estrenó en La Scala el 27 de octubre de 1827.
La obra original ha sido comparada con la ópera de Bellini y se ha destacado la influencia de Il Pirata en Lucia di Lammermoor de Gaetano Donizetti. También se ha analizado la forma en que Bellini recicló música propia en esta ópera, así como su uso de "un estilo compositivo más conscientemente innovador" y su mayor participación en la elaboración del libreto, en comparación con esfuerzos precedentes donde él mostraba una mayor deferencia hacia los libretistas elegidos por el empresario de la ópera napolitana y los correspondientes textos. Además, un comentario del siglo XIX ha observado la influencia musical de Il Pirata en la temprana ópera de Richard Wagner Das Liebesverbot.
Esta ópera rara vez se representa en la actualidad; en las estadísticas de Operabase aparece con solo 5 representaciones para el período 2005-2010.

## Personajes
| Personaje                                              | tipo vocal | Intérprete del estreno, 27 de octubre de 1827 |
| ------------------------------------------------------ | ---------- | --------------------------------------------- |
| Ernesto, Duque de Caldora                              | barítono   | Antonio Tamburini                             |
| Imogene, su esposa                                     | soprano    | Henriette Méric-Lalande                       |
| Gualtiero, anterior Conde de Montalto                  | tenor      | Giovanni Battista Rubini                      |
| Itulbo, teniente de Gualtiero                          | tenor      | Lorenzo Lombardi                              |
| Goffredo, un ermitaño, en el pasado tutor de Gualtiero | bajo       | Pietro Ansilioni                              |
| Adele, acompañante de Imogene                          | soprano    | Marietta Sacchi                               |
| Un niño, hijo de Imogene y Ernesto                     | papel mudo |                                               |
| Pescadores y mujeres, piratas, caballeros, damas       |            |                                               |

## Argumento
La acción se desarrolla en la Sicilia del siglo XIII. 

### Acto I
Imogene ama a Gualtiero, pero para salvar a su padre se tuvo que casar con su enemigo Ernesto. Gualtiero, convertido en jefe de piratas, llega al castillo siciliano de Caldora, donde vive Imogene. Gualtiero descubre que ella se ha casado con Ernesto sólo debido a que él ha amenazado la vida de su padre, y cuando él ve que ella ha dado un hijo a Ernesto, empieza a pensar en la venganza ("Pietosa al padre").
Ernesto y sus hombres celebran la victoria sobre los piratas ("Sì, vincemmo"), pero se enoja porque Imogene no lo está celebrando también. Cuestiona a Itulbo (quien pretende ser el jefe de los piratas) sobre la suerte de Gualtiero, y el acto finaliza con todos los personajes principales que expresan sus emociones en conflicto, aunque Goffredo consigue impedir que Gualtiero revele su identidad.

### Acto II
Adele le dice a Imogene que Gualtiero desea verla antes de marchar. Ernesto acusa a Imogene de adulterio, pero ella se defiende diciendo que su continuo amor por Gualtiero se basa sólo en su recuerdo de pasados encuentros. Ernesto se siente inclinado a aceptar su palabra, pero, cuando se le dice que Gualtiero está refugiado en su propio castillo, la ira lo consume.
A pesar de los ruegos de Itulbo, Gualtiero se encuentra con Imogene de nuevo antes de marcharse. Su aceptación de la situación alterna con apasionadas declaraciones de amor, y Ernesto, al llegar, se oculta y oye el final de su dúo. Es descubierto, y sale con Gualtiero, cada uno decidido a matar al otro en duelo. Es Ernesto quien muere en el duelo. Gualtiero, para asombro de los seguidores de Ernesto, se entrega a la justicia, y, conforme se lo llevan, reza para que Imogene lo perdone ("Tu vedrai la sventurata"). Ella aparece en un estado de angustia y tiene visiones de su marido muerto y su hijo ("Col sorriso d'innocenza ... Oh sole, ti vela di tenebre oscure"). Mientras tanto, el Consejo de Caballeros ha condenado a Gualtiero a pena de muerte.

## Grabaciones
| Año  | Elenco (Imogene, Gualtiero, Ernesto, Goffredo)                         | Director, Orquesta | Sello discográfico                                       |
| ---- | ---------------------------------------------------------------------- | --- | -------------------------------------------------------- |
| 1959 | Maria Callas, Pier Miranda Ferraro, Constantino Ego, Chester Watson    | Nicola Rescigno, Coro y Orquesta de la American Opera Society (Grabación de un concierto de la American Opera Society, enero)                    | Audio CD: EMI Classics Cat: D232361                      |
| 1967 | Montserrat Caballé, Flaviano Labò, Piero Cappuccilli, Giuseppe Baratti | Franco Capuana, Orquesta del Festival del Mayo Florentino                                                                                        | Audio CD: Opera d'Oro Cat: B00000FBRF                    |
| 1970 | Montserrat Caballé, Bernabé Martí, Piero Cappuccilli, Ruggero Raimondi | Gianandrea Gavazzeni, Orquesta y Coro de la Radiotelevisione Italiana                                                                            | Audio CD: EMI Classics Cat: 7243 567121 (Reeditado 2005) |
| 1994 | Lucia Aliberti, Stuart Neill, Roberto Frontali, Kelly Anderson         | Marcello Viotti, Orquesta de la Ópera Alemana de Berlín                                                                                          | Audio CD: Berlin Classics Cat: B0000035MR                |
| 2003 | Renée Fleming, Marcello Giordani, Dwayne Croft, Tigran Martirossian    | Bruno Campanella, Orquesta y Coros de la Metropolitan Opera (Grabación de una representación en el MET de Nueva York, 8 de febrero)              | Audio CD: Celestial Audio Cat: CA 309                    |
| 2012 | Carmen Giannattasio, José Bros, Ludovic Tézier, Brindley Sherratt      | David Parry, Orquesta Filarmónica de Londres | Audio CD: Opera Rara Cat: ORC45                          |
| 2018 | Sonya Yoncheva, Piero Pretti, Nicola Alaimo, Riccardo Fassi            | Riccardo Frizza, Orquesta y Coros del Teatro alla Scala de Milán (Grabación de una representación en el Teatro alla Scala de Milán, 29 de junio) | Audio CD: Celestial Audio                                |
| 2018 | Saioa Hernández, Yosep Kang, Juan Jesús Rodríguez, Jeroboám Tejera     | Antonello Allemandi, Orquesta Sinfónica de Galicia (Grabación de una representación en La Coruña, 8 de septiembre)                               | Audio CD: Celestial Audio                                |